# Håndfæstning
En håndfæstning (fra latin Manifest) er en betegnelse for den  kontrakt, som adelen og kongen i middelalderen indgik i forbindelse med kongevalg. I middelalderen og renæssancen var Danmark et valgkongedømme. Kongemagten gik således ikke i arv som i dag, men kongerne blev valgt af adelen. I forbindelse med valget indgik  kongen eller hans værge, hvis han ikke var myndig endnu, en aftale med adelen. Aftalen fastlagde, hvilke rettigheder og pligter kongen havde. De vedtagne håndfæstninger fastlagde endvidere, hvilke privilegier de forskellige stænder (samfundsgrupper) havde. 
Det var først ved indførelsen af enevælden i Danmark i 1660, at kongeriget blev et arvekongedømme, hvilket så igen betød, at den afdøde konges søn eller hvis en søn ikke fandtes så arving automatisk blev monark efter sin far, hvorfor håndfæstningerne naturligvis måtte ophøre. 
Danmarkshistoriens første håndfæstning blev vedtaget på et møde mellem Erik Klipping og landets stormænd i 1282. Danmarkshistoriens sidste håndfæstning blev således Frederik 3.'s håndfæstning fra 1648. Håndfæstningerne var udtryk for stormændenes modstand mod kongens forsøg på at øge sin magt.
En håndfæstning indeholdt i sin tid bestemmelser om, at kongen regelmæssigt skal rådføre sig med stormændene, og at bøndernes ret skal sikres. Bl.a. fastslås for første gang den i England i 1215  ved Magna Charta indførte regel om rettigheder - senere stadfæstet i habeas corpus-reglen om, at ingen storborger (lavere stænder var ikke beskyttede) kan fængsles vilkårligt, hvilket således giver den enkelte person beskyttelse mod herskerens eller dennes håndgangne mænds vilkårlige magtudøvelse. Kongen skal ifølge håndfæstningen indkalde "rigets bedste mænd" til danehof og regere landet (her Danmark) "i fælling" med dem.
Mange håndfæstninger - de er skrevet på latin - ligger i Rigsarkivet i København. Kong Hans' Håndfæstning fra 1483 har i tidligere tid været udstillet i Vandrehallen i Folketinget.